# オープンバッジ
オープンバッジ（Open Badges）は、技術標準規格にそって発行されるデジタル証明／認証。資格情報をSNSなどで共有、オープンバッジの内容証明を行うことが可能。もともとはMozillaがマッカーサー財団からの資金提供を受けて開発した規格。
オープンバッジ標準では、成果に関する情報をアーカイブして画像ファイル（png、svg）にメタ情報を埋め込むこと。また、バッジ検証のためのインフラを確立する方法について説明している。この標準は2017年1月1日をもって正式にIMS Global Learning Consortiumに移行した。

## 歴史
2011年、Mozillaは、オープンバッジと呼ばれるオープンテクニカル標準を開発し、複数の教育サイトでデジタルバッジを発行、収集、表示するための共通システムを作成および構築する計画を発表した。
オープンバッジプロジェクトを立ち上げるために、非公式の学習、教育の独占状態を打ち破り、個人のモチベーションを高めることについて、300以上の非営利組織、政府機関などと協力。
Mozillaは2012年にOpen Badges 1.0 を発表し、シカゴ市と提携して、夏の間4〜24歳の地元の若者の活動を継続して参加させるための機関であるThe Chicago Summer of Learning（CSOL）を立ち上げた。パーデュー大学、MOUSE、英国を拠点とするDigitalME などの機関や組織はバッジを採用し、Mozillaはオーストラリアとイタリアから中国とスコットランドへのバッジプログラムに国際的な関心を寄せてた。
2013年までに、全米で1,450以上の組織がオープンバッジを発行し、シカゴ市においては、Mozillaのパートナーシップは市の教育機関に発展。これは、CSOLの成功の代表的な事例である。
Mozillaは2014年にオープンバッジエコシステムの構築とオープンバッジ仕様の推進に取り組む組織と個人のネットワークであるバッジアライアンスを立ち上げた。設立メンバーには、Mozilla、マッカーサー財団、DigitalME、スプラウト基金、Blackboardが含まれる。オープンバッジエコシステムに貢献するために、バッジアライアンスを通じて6大陸の650を超える組織が登録した。
2015年、Concentric Sky はオープンバッジの実装として機能するオープンソースプロジェクトBadgrを立ち上げた。Badgrサーバーは、Djangoフレームワークを使用してPythonで記述。ソースコードは、バージョン3で利用可能。
2016年の初めに、IMS Globalはデジタル証明書の相互運用可能な標準としてOpen Badgesへの取り組みを発表し、2016年の終わりにMozillaはOpen Badges標準のスチュワードシップが正式にIMS Globalに移行すると発表した。
2018年後半、MozillaはMozilla Backpackを廃止し、すべてのユーザーをBadgrに移行すると発表。
2020年代、世界各国でもオープンバッジ活用の動きが広がり、プラットフォームベンダが生まれた。日本においてはNetlearning、インフォザインなどの数社がオープンバッジサービスを開始している。

## 技術詳細
オープンバッジは、学術用途と非学術用途の両方を含む、幅広いデジタルバッジの用途に対応するように設計されている。仕様は、3種類のバッジオブジェクトで構成：
アサーション
授与されたバッジ。これには、獲得者個人単位のバッジに関する情報が含まれる。
バッジクラス
特定のバッジが認識する成果に関する情報が含まれる。同じバッジが多くの受賞者に授与される可能性があるため、単一のバッジクラスに対応する多くのアサーションがある。
イシュア
バッジを発行した個人、組織などに関する情報。
バージョン1.1以降、オープンバッジには有効なJSON-LDを使用する必要がある。バージョン1.1は拡張機能も追加された。発行者、稼ぎ手、または消費者がバッジに追加された情報を理解できるように、バッジオブジェクトを共同で拡張するための標準形式に従う構造。発行者は、バッジに新しいタイプのメタデータを含めるように拡張機能を定義して公開可能。他の発行者は、同じ拡張子を使用して、相互に認識できる方法で同様の情報を公開できる。
Open APIがExperience APIアクティビティストリームから参照できるように、探索的なプロトタイプドラフトxAPIボキャブラリが定義されている。